# Estany Salado
L'Estany Salado és un llac d'origen glacial que es troba a 2.358 m d'altitud, a la capçalera de la vall Fosca, al Pallars Jussà, al nord-oest del poble de Cabdella, en el terme municipal de la Torre de Cabdella. La forma salado, com molts altres topònims d'aquest sector del Pallars, correspon a la forma dialectal nord-occidental del català. És una forma catalana genuïna, malgrat que moltes persones es pensin que es tracta d'un castellanisme o d'un topònim posat molt recentment.
La seva conca està formada a ponent per l'extrem sud-est de la Cresta de Reguera i pels contraforts septentrionals del Pic Salado.
Pertany al grup de llacs d'origen glacial de la capçalera nord-oriental del riu de Riqüerna, a través del barranc de Francí, al voltant del Pic Salado. Rep les seves aigües de l'Estany Saladino, així com de les muntanyes que l'envolten. Des d'ell, a través d'un barranc, les seves aigües s'adrecen a l'Estany Tapat.
És un dels estanys que disposa de presa per tal d'ampliar la capacitat de la seva conca natural.